# Hippasteria phrygiana
Hippasteria phrygiana  (лат.) — вид морских звёзд семейства гониастериды (Goniasteridae) порядка вальватиды (valvatida).

## Описание
Hippasteria phrygiana может достигать до 20 см в диаметре, она имеет короткие лучи на относительно большом теле. Тело жёсткое, с твёрдой структурой, подушко-подобное. Верхняя поверхность красного цвета и покрыта белыми, закруглёнными на концах бугорками, нижняя поверхность содержит многих макроскопических двустворчатых педицеллярий.

## Ареал и среда обитания
Обитает в основном в Шотландии, в том числе в районе Шетландских островов, и в Северном море. О местах обитания известно мало, предположительно живёт на плоском осадочном дне, питаясь другими иглокожими и двустворчатыми моллюсками. 